# Pale (Goa)
Pale è una suddivisione dell'India, classificata come census town, di 5.706 abitanti, situata nel distretto di Goa Nord, nello territorio federato di Goa. In base al numero di abitanti la città rientra nella classe V (da 5.000 a 9.999 persone).

## Geografia fisica
La città è situata a 15° 28' 0 N e 74° 4' 60 E e ha un'altitudine di 14 m s.l.m..

## Società

### Evoluzione demografica
Al censimento del 2001 la popolazione di Pale assommava a 5.706 persone, delle quali 3.024 maschi e 2.682 femmine. I bambini di età inferiore o uguale ai sei anni assommavano a 592, dei quali 306 maschi e 286 femmine. Infine, coloro che erano in grado di saper almeno leggere e scrivere erano 4.284, dei quali 2.488 maschi e 1.796 femmine.